# Platycheirus metallicus
Platycheirus metallicus är en tvåvingeart som beskrevs av Barkalov och Nielsen 2004. Platycheirus metallicus ingår i släktet fotblomflugor, och familjen blomflugor. Inga underarter finns listade i Catalogue of Life.